# Sophta nana
Sophta nana är en fjärilsart som beskrevs av Walker 1866. Sophta nana ingår i släktet Sophta och familjen nattflyn. Inga underarter finns listade i Catalogue of Life.